# 신동순
신동순(辛東順, 1934년 4월 5일~)은 대한민국의 교육인, 기업인, 정치인이다.

## 생애
이화여자고등학교, 서울대학교 사범대학, 숙명여자대학교 가정대학을 거쳐 경기대학교 가정학과 조교수, 단국대학교 문리과대학 조교수, 단국대학교 문리과대학 부교수 등 교육자로서 활동했다. 그 외에 여성봉사단에 들어가 자문위원 및 사무총장을 역임했으며, 1978년의 제10대 총선에 당선되어 국회의원을 지냈다. 이후에는 범부관광주식회사의 회장을 지냈다.

## 역대 선거 결과
| 실시년도 | 선거 | 대수 | 직책     | 선거구           | 정당       | 득표수 | 득표율      | 순위 | 당락 | 비고 |
| -------- | ---- | ---- | -------- | ---------------- | ---------- | ------ | ----------- | ---- | ---- | ---- |
| 1978년   | 총선 | 10대 | 국회의원 | 통일주체국민회의 | 유신정우회 |        | \| \| 0% \| | 지명 |      | 초선 |
|          | 0%   |      |          |                  |            |        |             |      |      |      |